# Gia Farrell
Gia Farrell (* 9. Februar 1989 in Suffern, Rockland County, NY; eigentlich Jeannie Marie Bocchicchio) ist eine US-amerikanische Popsängerin.

## Karriere
Gia Farrell hat italienische Vorfahren. Ihre auf den meisten europäischen Märkten Anfang Februar 2007 bei Warner Music erschienene Debütsingle Hit Me Up stammt aus dem Soundtrack zu Happy Feet. Sie hielt Einzug in die Charts vieler europäischer Länder. Unter anderem fand der Song Verwendung als Titelmelodie der zweiten Staffel des TV-Castingformats Germany’s Next Topmodel. Von 2005 bis 2007 stand sie beim Label Atlantic Records unter Vertrag. Seit 2014 veröffentlicht das Label New Gold Empire ihre Songs.
Zur Veröffentlichung eines Albums kam es bislang nicht.

## Diskografie

### Singles
- 2007: Hit Me Up